# The Unguarded Hour
 The Unguarded Hour és una pel·lícula estatunidenca dirigida per Sam Wood, estrenada el 1936.

## Argument
Adaptació d'una obra teatral de Ladislas Fodor, en la qual es plantejava un tradicional relat d'intriga de l'escola britànica: una dona a qui li fan xantatge té la prova que absol el seu marit, un fiscal, acusat d'assassinat, però la seva revelació posaria a descobert el secret que està amagant.

## Repartiment
- Loretta Young: Lady Helen Dudley Dearden
- Franchot Tone: Sir Alan Dearden
- Lewis Stone: General Lawrence
- Roland Young: William 'Bunny' Jeffers
- Jessie Ralph: Lady Agatha Hathaway
- Dudley Digges: Samuel Metford
- Henry Daniell: Hugh Lewis
- Robert Greig: Henderson
- E. E. Clive: Lord Henry Hathaway
- Wallis Clark: Inspector Grainger
- John Buckler: Advocat de la defensa
- Aileen Pringle: Diana Roggers

## Rebuda
Pel que fa a "The Unguarded Hour," que es va estrenar ahir, aquest departament és francament incrèdul. No recordem cap melodrama tant exitós en la realització d'escenes espectaculars que tingui una trama tan poc convincent. Manca de lògica pot ser la deïtat de la pel·lícula, però cal admetre que ha estat servida amb decòrum i eficàcia.